# Nozomu Sasaki
Pour les articles homonymes, voir Sasaki.
Ne doit pas être confondu avec Nozomi Sasaki (seiyū).
Nozomu Sasaki (佐々木 望, Sasaki Nozomu), né le 25 janvier 1967 à Hiroshima (Japon), est un acteur et chanteur japonais.
Sasaki est connu pour avoir une voix aiguë, mais elle s'est fissurée en raison d'un surmenage constant dans le doublage et le chant.

## Filmographie partielle
- 1986 : Doteraman (en) (Tanki)
- 1988 : Les Samouraïs de l'éternel (Shin Mori aka Shin no Suiko)
- 1992 : Yū Yū Hakusho (Yusuke Urameshi)
- 1994 : Magic Knight Rayearth (Guru Clef)[2]
- 1994 : Captain Tsubasa (Tsubasa Ohzora (adulte))
- 1998 : Weiss Kreuz Brillance (Nagi Naoe)[2]
- 1998 : Legend of Basara (Ageha)
- 1998 : Cardcaptor Sakura (Eriol Hiiragizawa)
- 2004 : Sōkyū no Fafner (Hiroto Douma)[2]
- 2004 : Yu-Gi-Oh! Duel Monsters (Shadi, Priest Shada)
- 2004 : Monster (Johann Liebert)
- 2004 : Samurai Champloo (Yukimaru)
- 2004 : Kyō kara maoh ! (Daikenja et Janus)
- 2019- : 7 Seeds (Aramaki)

### Animation théâtrale
- Akira (1988) (Tetsuo Shima)[2]
- Mobile Suit Gundam : Char contre-attaque (1988) (Hathaway Noa)
- Doraemon: Nobita et la ville spirale (1997) (Pibu)
- Fafner dans l'Azure: le ciel et la terre (2010) (Hiroto Douma)
- Gothicmade (2012)[3]
- Yu-Gi-Oh!: Le côté obscur des dimensions (2016) (Shadi Shin)
- Dans ce coin du monde (2016)

### Tokusatsu
- Tetsuwan Tantei Robotack (1998) (Robotack)
- Bakuryū Sentai Abaranger (2003) (Trinoid 19: Hagetakaraichi (ep.35))
- Mahou Sentai Magiranger (2005) (Hades Warrior God Wyvern (ep. 35 - 46))[2]
- Chats de bataille! (2008) (Saburou Neko-no-tama)
- Doubutsu Sentai Zyuohger contre Ninninger le film: le message du futur de Super Sentai (2017) (Gillmarda)[4]

### Doublage

#### Films
- Buffy contre les vampires (Daniel "Oz" Osbourne (Seth Green))
- Cross Wars (Callan (Brian Austin Green))[5]
- Domino (Brian Austin Green)
- Maman, je m'occupe des méchants ! (Stanley Pruitt (Seth Smith))
- Point d'impact (Holden Gregg (Brian Austin Green))[6]
- Madame Doubtfire (Christopher "Chris" Hillard (Matthew Lawrence))
- Sister Act, acte 2 (Tyler Chase (Christian Fitzharris))
- Les Experts (Carl Arbogast (River Phoenix))
- Ce spectacle des années 70 (Steven Hyde (Danny Masterson))

#### Films d'animation
- Les Ratons laveurs (Cedric Sneer)
- Thomas et ses amis (Edward le moteur bleu (succédant à Yasuhiro Takato))[2]
- Total Drama Revenge of the Island (Scott)